# Arin Ilejay
 (juillet 2011).
Si vous disposez d'ouvrages ou d'articles de référence ou si vous connaissez des sites web de qualité traitant du thème abordé ici, merci de compléter l'article en donnant les références utiles à sa vérifiabilité et en les liant à la section « Notes et références ».
Arin Ilejay né sous le nom de Richard Arin Ilejay, le 17 février 1988, est un batteur de metal américain. Il était le batteur du groupe Avenged Sevenfold après le décès de The Rev. Il a aussi été batteur du groupe de metal américain Confide.

## Biographie
Richard Arin Ilejay est né à Ventura, en Californie. Son père, Ric Ilejay est d'origine américaine, philippine et mexicaine, et Charlotte Tuttle, sa mère, est américaine, néerlandaise et allemande de descendance. Les deux parents d'Arin ont une formation musicale, puisque son père est joueur professionnel de guitare et sa mère, chanteuse de gospel. Arin a commencé à jouer de la batterie à l'âge de neuf ans. Il a appris à jouer le funk, le jazz, le rock et le jazz Latin à un très jeune âge avec son père. Jouant les succès du Top 40 des groupes de jazz/rock, il jouait aussi avec ses amis dans des groupes de rock chrétien, enseignant à Arin la polyvalence. La seule formation formelle de Arin a été avec le lycée de Palmdale drumline sous la direction musicale de Tom Hixon. En août 2013, il a épousé Kimberly Andrade.

## Avec Avenged Sevenfold
Il a rejoint le groupe Avenged Sevenfold en 2011 où il remplace Mike Portnoy qui avait été engagé après la mort de The Rev pour continuer le nouvel album Nightmare et les tournées Welcome to the family tour et Buried alive tour du groupe. Le groupe a confirmé qu'il ne serait pas membre en part entière du groupe, pour l'instant, mais seulement un batteur de remplacement bien que le groupe accepte que Arin fasse le porte-parole du groupe pour des évènements et des entrevues. Il a entre autres parlé pour le groupe dans la vidéo de présentation du Uproar Tour. 2011.
Il s'est enregistré officiellement pour la première fois sur le single Not Ready to Die (Single 2011), puis sur le single Carry On (Single 2012)
En 2013, Arin est devenu membre officiel du groupe, il enregistrera, dès lors, son tout premier album avec A7X : Hail to the King (paru le 27 août 2013).
Le 23 juillet 2015, Avenged Sevenfold a annoncé sur leur site officiel qu'Arin ne fait désormais plus partie du groupe.

## Discographie

### Avec Confide
- Shout the Truth (en)
- Shout The Truth (ré-édition) (en)

### AvecAvenged Sevenfold
- Not Ready to Die (pour l'extension Escalation du jeu vidéo Call of Duty: Black Ops, sur la map Zombies : Call of the dead)
- Carry On (single extrait de Call of Duty: Black Ops II)
- Hail to the King
- Shepherd of fire

### Avec Islander
- Darknesss
- Bad Guy
- Think It Over